# Mion

Rozpad mionu

Podle standardního modelu částicové fyziky je mion (z řeckého μείον = 'minus'; anglicky muon) nestabilní elementární částice se záporným elementárním elektrickým nábojem a spinem 1/2. Společně s elektronem, tauonem a těmto částicím přináležícím antičásticím (mionu odpovídající se jmenuje antimion) a neutrinům (mionové neutrino a antineutrino), je příslušníkem kategorie leptonů, skupiny fermionů. Mion je řazen do tzv. 2. generace leptonů.
Z historických důvodů jej občas označujeme jako mí meson, přestože nepatří do skupiny mesonů dle moderní částicové fyziky. Klidová hmotnost mionu je 207× větší než hmotnost elektronu (105,6 MeV). Mion běžně značíme pomocí řeckého písmene μ: μ− a antimion μ+.
Jako i jiné nabité leptony má odpovídající neutrino. Mionové neutrino se značí νμ. Mion se samovolně rozpadá na elektron, elektronové antineutrino, a mionové neutrino.

## Vznik v atmosféře
Na Zemi přirozeně vzniká při rozpadu pionu. Piony vznikají v horních vrstvách atmosféry v důsledku její interakce s kosmickým zářením a velmi rychle, v průběhu několika nanosekund, se rozpadají. Vzniklé miony se rovněž velmi rychle rozpadají během asi 2,2 mikrosekundy. Protože se však pohybují v atmosféře velmi rychle, v důsledku dilatace času, jednoho z efektů speciální teorie relativity, dokonce dopadají na zemský povrch (čas rozpadu je měřen v soustavě, kde je mion v klidu, ale z pohledu pozemského pozorovatele jde o mnohem delší čas). Doba života mionu však také závisí na materiálu, ve kterém se nachází.

## Mionické atomy
Mion byl první pozorovanou elementární částicí nenacházející se v běžných atomech. Miony však mohou tvořit zvláštní atomy, kde mion zastává funkci elektronu. Mionové atomy jsou však mnohem menší než normální atomy, protože kvůli kvantovým vlastnostem momentu hybnosti musí být hmotnější mion mnohem blíže atomovému jádru, než by byl na jeho místě elektron.

## Historie
Miony objevil Carl D. Anderson roku 1936 při studiu kosmického záření. Pozoroval částice, které se při průchodu magnetickým polem stáčely pod větším úhlem než protony, ale menším než elektrony. Předpokládal, že nová částice má stejnou velikost náboje a hmotnost mezi elektronem a protonem.
Proto ji Anderson pojmenoval mesotron, kde předpona meso- je z řeckého slova pro „střední“. Krátce po tom byly objeveny další částice střední hmotnosti, které začaly být nazývány mesony. Mion mezi nimi nesl název mí meson.
Později se ukázaly velké rozdíly mezi μ mesonem a ostatními mesony (např. nerozpadá se na další mesony, ale na leptony), proto byl přejmenován na mion.
Anomální magnetický moment mionu nesouhlasí podle teorie (standardní model s experimentálními korekcemi) tomu naměřenému.

## Využití
Miony procházejí předměty. Prvky s hustými jádry a s velkým množstvím protonů (např. uran, plutonium) je vychylují.
- Miony tak lze použít např. k detekci těchto radioaktivních prvků např. v uzavřeném vozidle. Vůz musí být v detekčním zařízení.
- Zjištění z jakého materiálu jsou předměty (např. archeologické artefakty) vyrobeny nebo zjištění rozmístění hmoty v prostoru.[5] Mionografie[6] pomocí atmosférických mionů má různá využití.[7]
- Zjištění, jak odolávají materiály různým vnějším vlivům. Jako doplnění poznatků zjištěných rentgenem nebo laserem.
- Lze je také využít jako katalyzátory při studené fúzi.[8]